# Mastigosporium album
Mastigosporium album är en svampart som beskrevs av Riess 1863. Mastigosporium album ingår i släktet Mastigosporium, divisionen sporsäcksvampar och riket svampar.   Inga underarter finns listade i Catalogue of Life.